# Alan Searle
 (avril 2024).
Si vous disposez d'ouvrages ou d'articles de référence ou si vous connaissez des sites web de qualité traitant du thème abordé ici, merci de compléter l'article en donnant les références utiles à sa vérifiabilité et en les liant à la section « Notes et références ».
Alan Searle (1905-1985) devient le secrétaire particulier et le compagnon de William Somerset Maugham après le décès de Gerald Haxton en 1944. Il s'installa dans la villa de Maugham sur la Riviera et reste avec lui jusqu'à la mort de Maugham en 1965.

## Biographie
Maugham rencontre Searle pour la première fois en 1928, alors que Searle était « un très jeune homme de vingt-trois ans, un garçon de la classe ouvrière de Bermondsey, fils d'un tailleur hollandais et d'une mère cockney ». À cette date, il était l'amant de plusieurs hommes âgés célèbres, dont Lytton Strachey, qui appelait Searle son « Bronzino boy ».
Ted Morgan rapporte dans sa biographie de Somerset un épisode qu'il qualifie de « feux de joie des vanités » : l'écrivain faisait parfois disparaitre des piles de lettres et des manuscrits en les jetant dans le feu pendant la nuit ; Searle, conscient de la valeur de ces documents, tentaient de les soustraire de la destruction. Ted Morgan rapporte qu'au matin, Somerset joyeux de ce nettoyage, demandait ensuite à Searle de lui rendre les documents cachés sous le canapé afin de finir le travail.
Au fil du temps, Alan Searle développe une relation antagoniste avec la fille de Maugham, Liza Maugham (en), jusqu'au point où Somerset Maugham tente (en vain) de déshériter sa fille et d'adopter Searle comme son fils.
Après la mort de Maugham, Searle prend sa retraite à Monte-Carlo dans la villa La Mauresque que Somerset lui a laissée. La villa, d'une valeur de £ 270 000, est soustraite de l'héritage de Liza, qui touche quant à elle £ 700 000.
Il a été interviewé par l'érudit Robert Calder (en) alors que Calder écrivait sa biographie de Maugham.
Alan Searle est décédé en 1985.